# パラチンタ

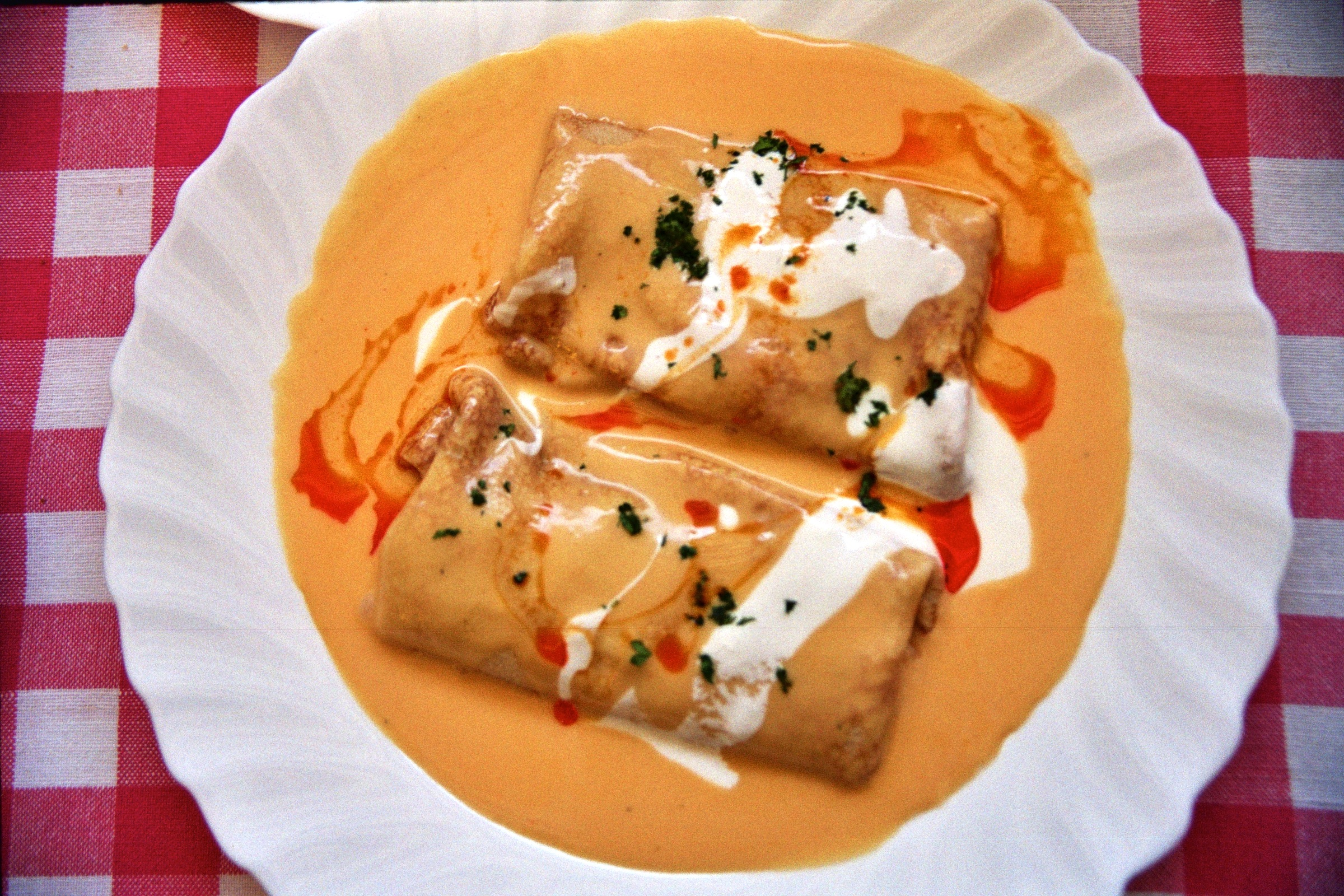
ハンガリーのホルトバージ・パラチンタ

パラチンタ（ハンガリー語: palacsinta、ドイツ語（オーストリアドイツ語）：パラチンケ（die Palatschinke）、チェコ語: パラチンキ（palačinky））は、ルーマニア、ハンガリー、オーストリア、ブルガリア、チェコ、クロアチア、スロバキアなどで食べられる料理で、薄く焼いたクレープ状のパンケーキでジャムなどを包んだもの。

## 歴史
古代ギリシャ・ローマ世界を発祥とする料理。紀元前350年、古代ギリシャの詩人であるアルケストラトスとアンティファネスが記したのが最古の言及である。
また、マルクス・ポルキウス・カト・ケンソリウス（大カト）の著作である『農業論』には紀元前160年当時のパラチンタについての詳細なレシピが掲載されている。

### 語源
ラテン語で「平たいケーキ」を意味する「プラケンタ」（Placenta）である。
ルーマニア語でケーキやパイを意味するプラチンタ（plăcintă）がハンガリーを経てパラチンタとなり、ウィーンに入り、パラチンケと呼ばれるようになった。

## 特徴
パラチンタはバリエーションが豊富な料理である。最初のうちはシンプルにジャムを挟んで食べていたが、オーストリア＝ハンガリー帝国の宮廷料理となってから洗練された料理となった。
オーストリアではアンズ（アプリコット）ジャム入りの大きめのクレープが好まれ、主食にもなるほどである。
ハンガリーでは子牛肉やハムを包んで主菜とすることもある。何枚ものパラチンタを重ねて厚みをもたせ、切り分ける供し方もある。
ポーランド料理ではナレスニキ（Naleśniki）と呼ばれる。ウクライナやロシアにも同名の料理があるが、ポーランドではパラチンタをナレスニキと呼ぶのに対し、ウクライナやロシアのナレスニキは肉を包んでいてフライパンで焼いたりするので春巻きに近い。